# Капотен

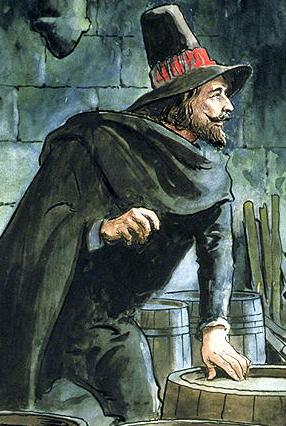
Гай Фокс у капотенці

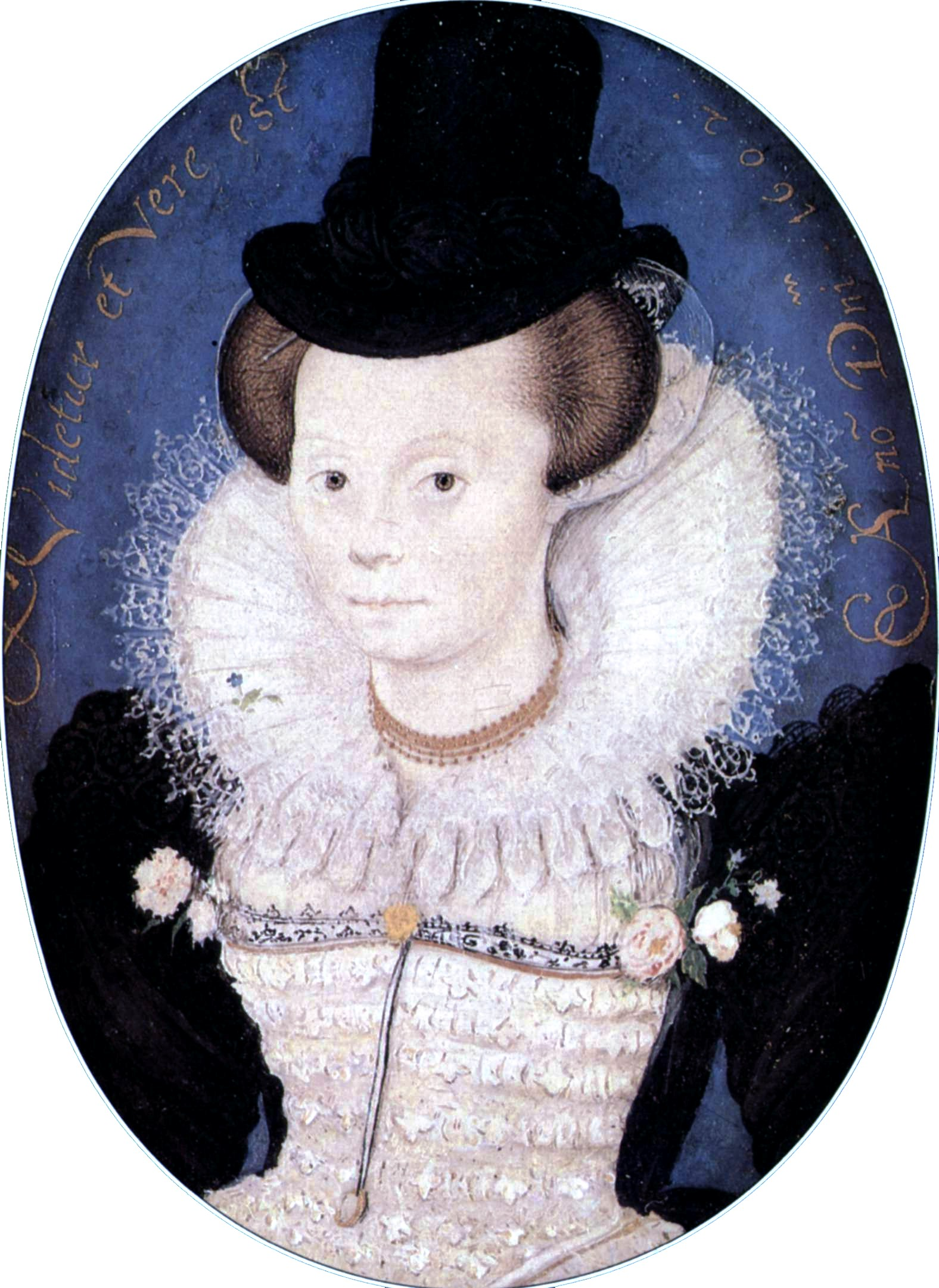
Жінка в капотені на картині Ніколаса Хілларда, 1602

Капотен, капатен, копотен чи капотенка (англ. capotain, capatain, copotain) — високий капелюх з вузькими крисами (полями) і злегка конічною формою типу «цукрова голова», зазвичай чорного кольору, що носили чоловіки і жінки з 1590-х до середини XVII століття в Англії і північно-західній Європі. У більш ранніх капотенів були закруглені наголовки (тулії), пізніше наголовок нагорі став плоским.

## Історія
Капотен найбільш тісно асоціюється з пуританським костюмом в Англії в роки, що передували Англійській громадянській війні, і в роки Республіки. Його також зазвичай називають плосковерхим капелюхом і капелюхом паломника через зв'язок капотенок з паломниками, які заселили колонію Плімут в 1620-х роках. Всупереч поширеному міфу, капотени ніколи не мали пряжок спереду; таке їх зображення було створено в XIX столітті.
Існує теорія, що капотенка була предтечею циліндра.

## Галерея

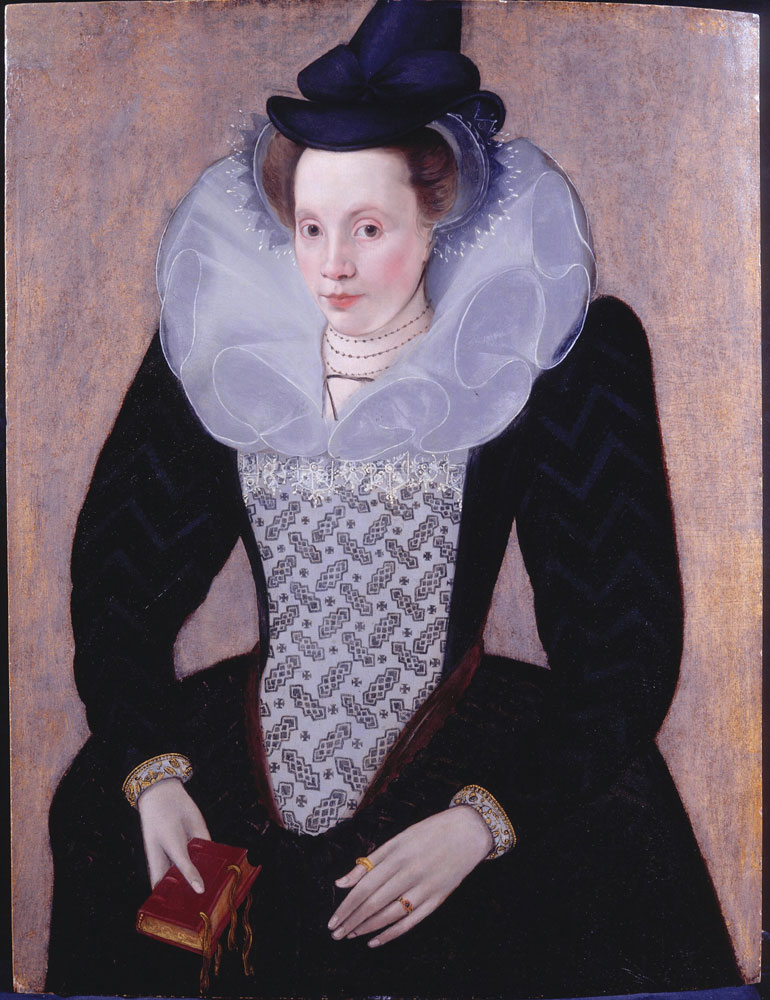
Англія, 1592 р. (Портрет невідомої леді, який приписується Роберту Піку Старшому)
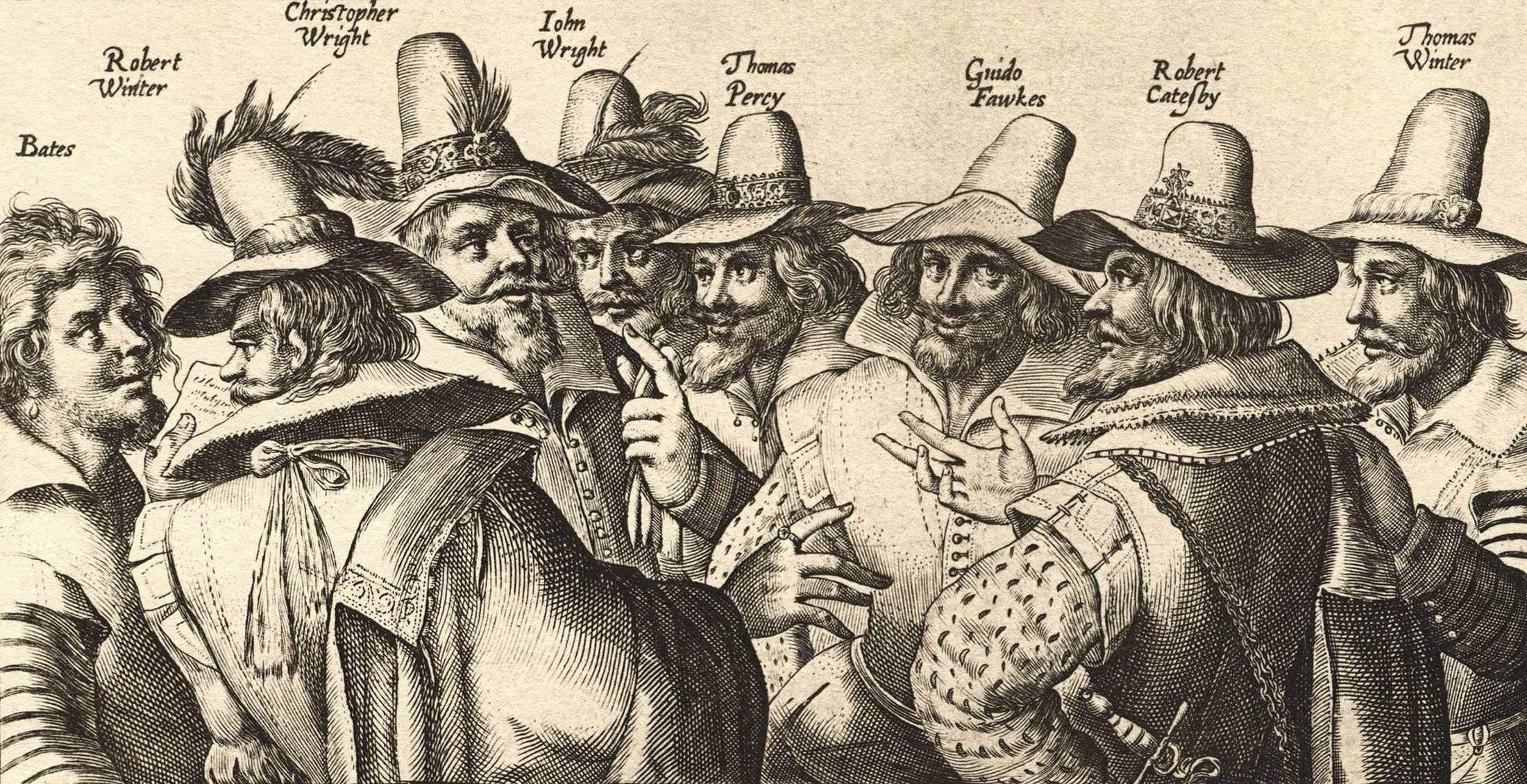
Англія, 1600-ті рр. (Деталь з сучасної гравюри порохових змовників)
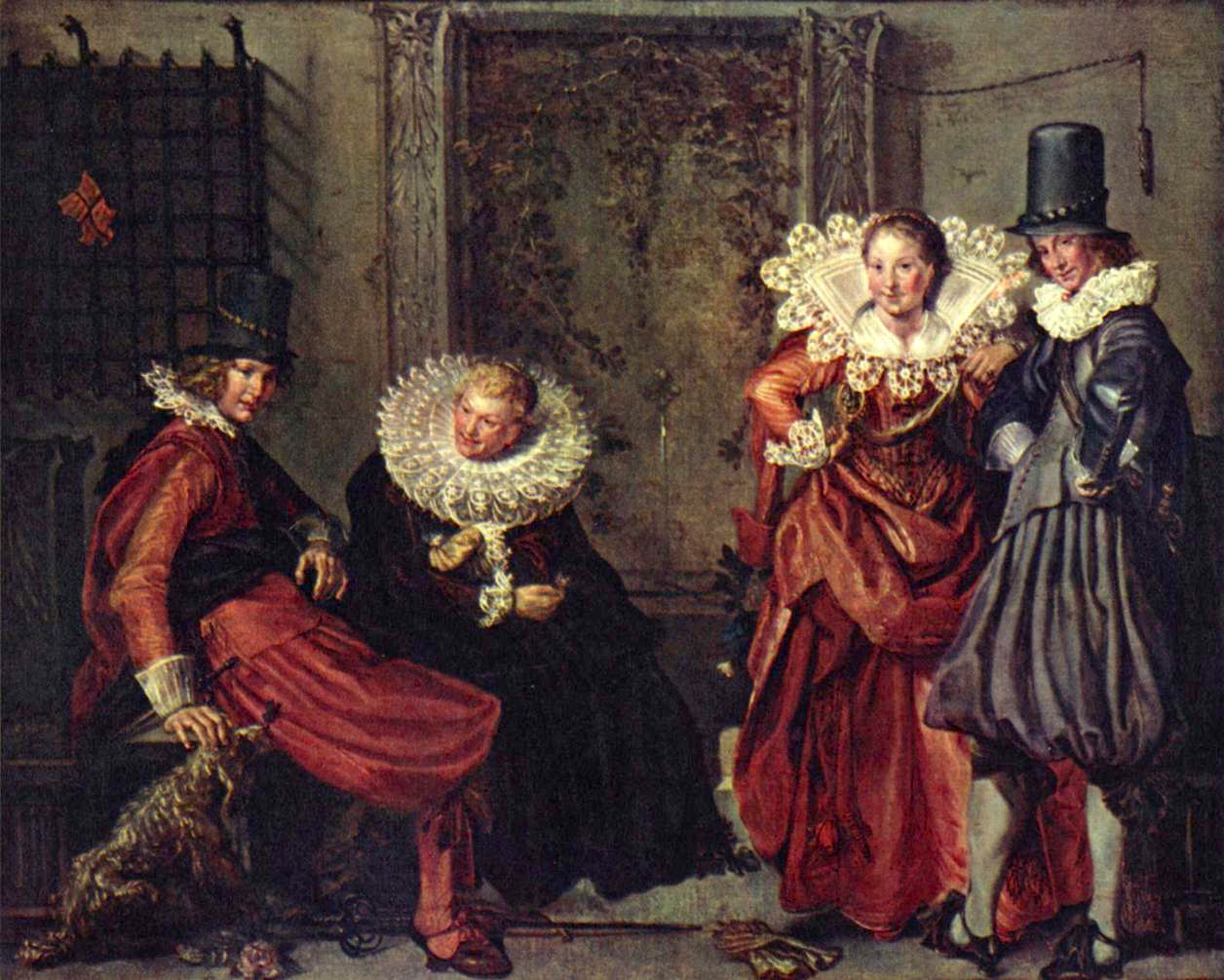
Голландія, 1615 р. (Елегантні пари залицяються, Віллем Бейтевех)
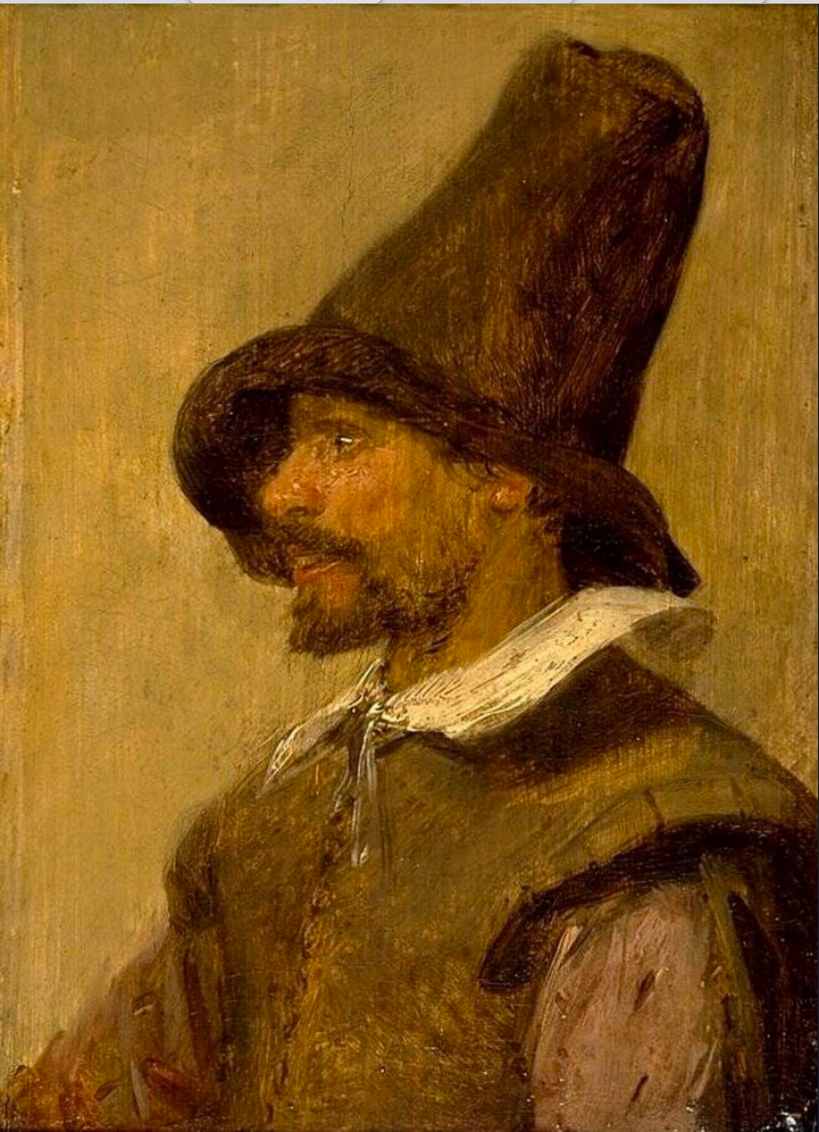
Фландрія, 1630-ті (Чоловік в капелюсі,  Адріан Брауер)
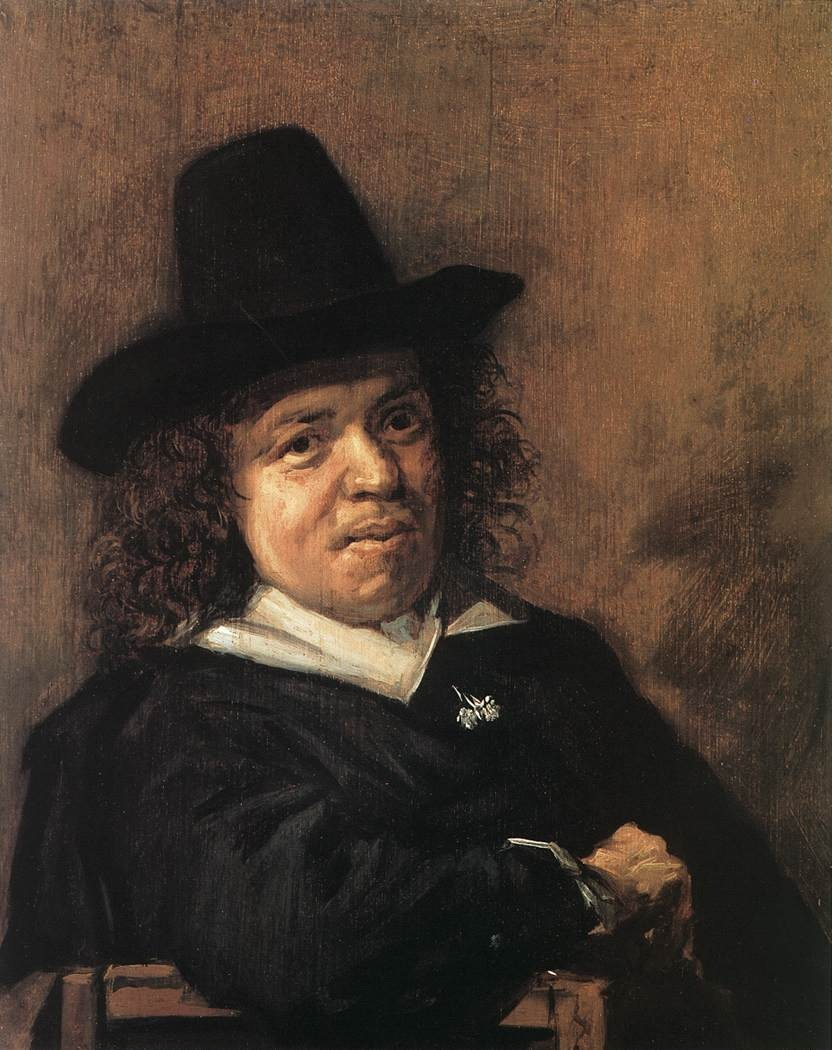
Республіка Об'єднаних провінцій, приблизно 1655 р., портрет Франса Поста, Франса Галса)
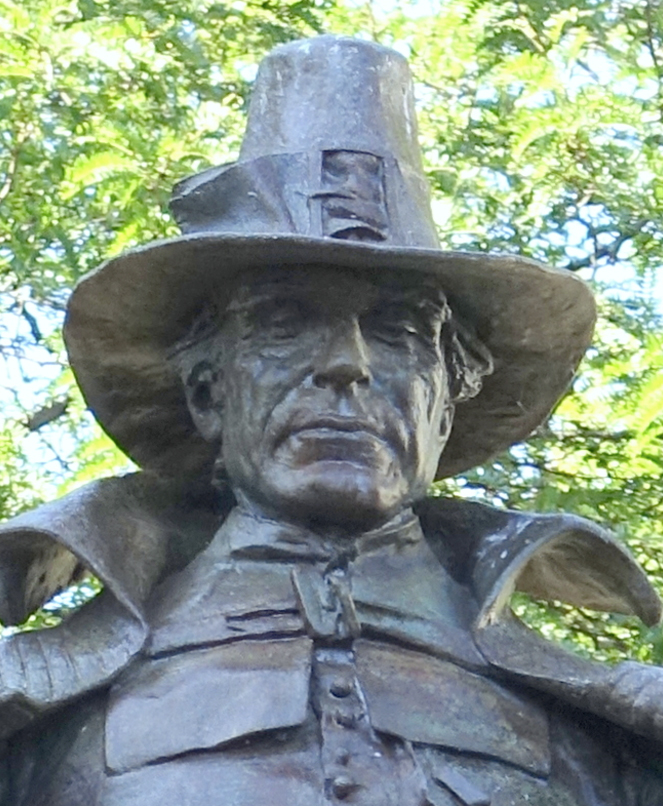
Неісторичний капотен з пряжкою, вирізаний Огастесом Сент-Годенсом на статуї Пуританин у Спрингфілді, штат Массачусетс, 1887 р.